# Eleccions a les Corts Valencianes de 2023
Les eleccions a les Corts Valencianes de 2023 es van celebrarar el 28 de maig de 2023 per escollir els 99 membres de l'XI legislatura de les Corts Valencianes, simultàniament amb les eleccions municipals.

## Partits i candidats
De les 19 candidatures presentades per concórrer a les eleccions, 6 tenien representació a les Corts Valencianes a la X Legislatura i 13 d'elles no en tenien, 8 de les quals perquè eren de nova creació.

## Resultats
| Candidatura | Candidatura | Partits i aliances                                                                     | Candidat | Candidat       | Ideologia                                                         | Resultats | Resultats | Ref.          |
| Candidatura | Candidatura | Partits i aliances                                                                     | Candidat | Candidat       | Ideologia                                                         | Vots (%)  | Escons    | Ref.          |
| ----------- | ----------- | -------------------------------------------------------------------------------------- | -------- | -------------- | ----------------------------------------------------------------- | --------- | --------- | ------------- |
|             | PP          | LlistaPartit Popular de la Comunitat Valenciana (PPCV)                                 |          | Carlos Mazón   | Conservadorisme Democràcia cristiana                              | 35,81%    | 40        | [ 3 ]         |
|             | PSOE        | LlistaPartit Socialista del País Valencià (PSPV–PSOE)                                  |          | Ximo Puig      | Socialdemocràcia Federalisme                                      | 28,70%    | 31        | [ 4 ]         |
|             | Compromís   | LlistaMés - Compromís (Més) Iniciativa del Poble Valencià (IdPV) VerdsEquo (VerdsEquo) |          | Joan Baldoví   | Valencianisme Progressisme Política verda                         | 14,49%    | 15        | [ 5 ] [ 6 ]   |
|             | Vox         | LlistaVox (Vox)                                                                        |          | Carlos Flores  | Populisme de dreta Ultranacionalisme Conservadorisme nacionalista | 12,57%    | 13        | [ 7 ]         |
|             | UP–EUPV     | LlistaPodem (Podem) Esquerra Unida del País Valencià (EUPV)                            |          | Héctor Illueca | Populisme d'esquerra Socialisme democràtic                        | 3,55%     | 0         | [ 8 ] [ 9 ]   |
|             | Cs          | LlistaCiutadans - Partit de la Ciutadania (Cs)                                         |          | Mamen Peris    | Liberalisme                                                       | 1,48%     | 0         | [ 10 ] [ 11 ] |

### Altres candidatures que es van presentar a les eleccions a les Corts Valencianes
| Candidatura       | Partits i aliances                                                                        | Candidat                | Ideologia                                       | Circumscripcions          | Resultats | Resultats | Ref.   |
| Candidatura       | Partits i aliances                                                                        | Candidat                | Ideologia                                       | Circumscripcions          | Vots (%)  | Escons    | Ref.   |
| ----------------- | ----------------------------------------------------------------------------------------- | ----------------------- | ----------------------------------------------- | ------------------------- | --------- | --------- | ------ |
| PACMA             | LlistaPartit Animalista Amb el Medi Ambient (PACMA)                                       |                         | Benestar animal Ecologisme                      | Alacant Castelló València | 0,86%     | 0         | [ 12 ] |
| LvE               | LlistaEls Verds Ecopacifistes (LvE)                                                       | Juan Calero             | Ecologisme Pacifisme                            | Alacant                   | 0,20%     | 0         |        |
| ERPV              | LlistaEsquerra Republicana del País Valencià (ERPV)                                       | Maria Pérez             | Valencianisme Independentisme Socialdemocràcia  | Alacant Castelló València | 0,19%     | 0         |        |
| Units             | LlistaContigo Lo Nostre Valéncia Unida Unión Europea de Pensionistas                      | José Enrique Aguar      | Liberalisme Autonomisme Blaverisme              | Alacant Castelló València | 0,18%     | 0         | [ 13 ] |
| PCPE              | LlistaPartit Comunista dels Pobles d'Espanya (PCPE)                                       |                         | Comunisme Marxisme-leninisme Euroescepticisme   | Alacant Castelló València | 0,16%     | 0         |        |
| Recortes Cero     | LlistaRecortes Cero                                                                       | Joan Enric Cunyat       | Antiausteritat Ecosocialisme                    | Alacant Castelló València | 0,12%     | 0         | [ 14 ] |
| Decidix           | LlistaDecidix                                                                             | Salvador Miralles       | Municipalisme Blaverisme                        | Alacant Castelló València | 0,10%     | 0         | [ 13 ] |
| Escaños en blanco | LlistaEscons en Blanc                                                                     | Clemente López          | Reformisme electoral                            | València                  | 0,09%     | 0         |        |
| RVPVE             | LlistaRepública Valenciana / Partit Valencianista Europeu (RVPVE)                         |                         | Valencianisme Sobiranisme Federalisme europeu   | Alacant Castelló València | 0,07%     | 0         |        |
| Alianza C V       | LlistaAlianza por el Comercio y la Vivienda (Alianza C V)                                 | Vicente Palau           | Liberalisme Interessos d'autònoms               | Alacant Castelló València | 0,07%     | 0         |        |
| PUM+J             | LlistaPer Un Món Més Just (PUM+J)                                                         | Luis Maria de Mazarredo | Estat del benestar Ecologisme Internacionalisme | València                  | 0,06%     | 0         |        |
| Centrats          | LlistaCentrats en Nules (CeN) Centrats en Almassora Coalición de Centro Democrático (CCD) | Víctor Casino           | Centrisme Suarisme                              | Castelló                  | 0,05%     | 0         |        |
| PAR-Es.C.         | LlistaPartido Alicantino Regionalista – Esperanza Ciudadana (PAR-Es.C.)                   | Jose Juan Muñoz         | Populisme de dreta Regionalisme alacantí        | Alacant                   | 0,03%     | 0         |        |

## Diputats electes
A continuació, es mostra una taula amb els diputats electes a les Corts Valencianes en la XI Legislatura del País Valencià.
En principi corresponia un escó a Carlos Flores Juverías (cap de llista de Vox a València) i David García Gomis (segon de la llista Vox a Alacant), però hi van renunciar per a presentar-se a les eleccions al Congrés dels Diputats de 2023 en representació del partit. Així doncs, els seus buits els van suplir Joaquín María Alés Estrella i José Muñoz Salvador, respectivament.
| PPCV | PSPV-PSOE | Compromís | Vox |
| Alacant 1. Carlos Arturo Mazón Guixot 2. María Gómez García 3. Juan Francisco Pérez Llorca 4. Lucía Peral Mateos 5. José Antonio Rovira Jover 6. Julia Parra Aparicio 7. Eduardo Jorge Dolón Sánchez 8. María del Rosario Escrig Llinares 9. José Ramón González de Zárate Unamuno 10. José Juan Zaplana López 11. Francisco Javier Sendra Mengual 12. Eva Ortiz Vilella 13. Fernando Pastor Llorens 14. María Luisa Gayo Madera 15. Noelia Císcar Martínez Castelló 1. Alberto Fabra Part 2. Marta Barrachina Mateu 3. Miguel Barrachina Ros 4. Salomé Pradas Ten 5. Rubén Ibáñez Bordonau 6. Susana Fabregat Carrasquer 7. Salvador Aguilella Ramos 8. Beatriz Gascó Enríquez 9. Adoración Llop Montón 10. Wenceslao Alós Valls València 1. María José Català Verdet 2. Vicente José Mompó Aledo 3. Pablo Gustavo Broseta Dupré 4. Elena María Bastidas Bono 5. Víctor Soler Beneyto 6. Francisca Bartual Bermell 7. Ruth María Merino Peña 8. Alfredo Castelló Sáez 9. María Dolores Roch Cazorla 10. Ernesto Fernández Pardo 11. María Magdalena González de la Red 12. Laura Chuliá Serra 13. Vicente Betoret Coll 14. Verónica Marcos Puig 15. Felipe Javier Carrasco Torres | Alacant 1. Josefina Bueno Alonso 2. Laura Soler Azorín 3. Yaissel Sánchez Orta 4. David Bernardo López Lluch 5. Mario Villar García 6. Rosario Navalón García 7. María Teresa García Madrid 8. José Francisco Chulvi Español 9. Ramón Abad Soler 10. Marisa Navarro Forcada 11. Nuria Pina Huertas Castelló 1. Rafael Simó Sancho 2. María José Salvador Rubert 3. Silvia Gómez Rey 4. José Luis Lorenz Andrés 5. Ana María Besalduch Besalduch 6. Rocío Ibáñez Candelera 7. Ernest Blanch Marín 8. Carlos Laguna Asensi València 1. Ximo Francesc Puig i Ferrer 2. Rebeca Mariola Torró Soler 3. Arcadi España García 4. Gabriela Bravo Sanestanislao 5. Miguel Mínguez Pérez 6. Cristina Martínez García 7. Antoni Francesc Gaspar Ramos 8. Carmen Martínez Ramírez 9. José Muñoz Lladró 10. Mercedes Caballero Hueso 11. Rosa Maria Peris Cervera 12. Alicia Andújar Durá | Alacant 1. Aitana Joana Mas Mas 2. Gerard Fullana Martínez 3. María José Calabuig Vanyó 4. Juan Bordera Romá Castelló 1. Vicent Marzà i Ibáñez 2. Verònica Ruiz Escrig 3. Mònica Álvaro Cerezo València 1. Joan Baldoví i Roda 2. Maria Josep Amigó Laguarda 3. Carles Esteve Aparicio 4. Francesc Roig Oliver 5. Paula Espinosa Giménez 6. Nathalie Torres Garcia 7. Isaura Navarro i Casillas 8. Jesús Pla Herrero | Alacant 1. Ana Vega Campos 2. David García Gomis 3. Miguel Pascual Pérez 4. Julia María Llopis Noheda 5. Maria Teresa Ramírez Jurado Castelló 1. María de los Llanos Massó Linares 2. David Muñoz Pérez València 1. Carlos Flores Juberías 2. José María Llanos Pitarch 3. Maria de los Ángeles Criado Gonzalbez 4. José Luis Aguirre Larrauri 5. Miriam Turiel Mollá |

## Enquestes d'opinió
A la taula següent es detallen les estimacions de la intenció de votació en ordre cronològic invers, mostrant primer les més recents i utilitzant les dates en què es va fer el treball de camp de l'enquesta, en lloc de la data de publicació. On no es coneixen les dates del treball de camp, es dona la data de publicació. El percentatge més alt de cada enquesta es mostra amb el seu fons ombrejat en el color de la part líder. Si hi ha un empat, s'aplica a les xifres amb els percentatges més alts. La columna "Avantatge" de la dreta mostra la diferència en punts percentuals entre els partits amb els percentatges més alts de l'enquesta. Les projeccions de seients es mostren sota les estimacions de votació en petit. Calen 50 escons per obtenir una majoria absoluta a les Corts Valencianes.

### Estimació d'intenció de vot
| Enquestadora/Client             | Data                | Mostra | Participació | PSPV               | PPCV        | Cs        | Compromís  |            |            | Avantatge |       |         |            |       |     |
| ------------------------------- | ------------------- | ------ | ------------ | ------------------ | ----------- | --------- | ---------- | ---------- | ---------- | --------- | ----- | ------- | ---------- | ----- | --- |
| Enquestadora/Client             | Data                | Mostra | Participació | Sigma Dos/Antena 3 | 26 abr 2023 | ?         | ?          | 27,1 28/30 | 31,9 36/38 | Avantatge | 3,1 0 | 15,9 16 | 14,9 13/14 | 5,0 4 | 4,8 |
| Sonmerca/PSPV                   | 21 abr 2023         | 1.200  | ?            | ? 33/36            | ? 35/37     | ? 0       | ? 13/14    | ? 9/10     | ? 5/6      | ?         |       |         |            |       |     |
| ElectoPanel/El Plural           | 12–18 abr 2023      | 600    | ?            | 26,9 29            | 32,2 35     | 2,7 0     | 14,5 14    | 15,7 16    | 6,7 5      | 5,3       |       |         |            |       |     |
| Data10/OKDiario                 | 11–14 abr 2023      | 1.500  | ?            | 28,8 31            | 32,7 37     | 2,4 0     | 12,9 12    | 14,4 14    | 5,9 5      | 3,9       |       |         |            |       |     |
| NC Report/La Razón              | 7–14 abr 2023       | ?      | 70,1         | 23,6 27            | 33,6 37     | 3,4 0     | 15,2 15    | 15,1 15    | 6,1 5      | 10,0      |       |         |            |       |     |
| ElectoPanel/El Plural           | 5–11 abr 2023       | 600    | ?            | 27,0 29            | 31,9 34     | 2,5 0     | 14,0 13    | 16,4 17    | 7,0 6      | 4,9       |       |         |            |       |     |
| SocioMétrica/El Español         | 3–7 abr 2023        | 1.200  | ?            | 24,9 26/27         | 31,6 35/37  | 3,3 0     | 15,2 15    | 15,4 16/17 | 6,3 5      | 6,7       |       |         |            |       |     |
| Sigma Dos/El Mundo              | 27 març–4 abr 2023  | 2.349  | ?            | 25,1 25/28         | 31,5 32/35  | 2,3 0     | 19,2 17/20 | 15,0 13/16 | 5,5 4      | 6,4       |       |         |            |       |     |
| ElectoPanel/El Plural           | 27 març–4 abr 2023  | 600    | ?            | 26,6 28            | 32,4 35     | 2,5 0     | 13,8 13    | 16,5 17    | 7,1 6      | 5,8       |       |         |            |       |     |
| PSPV                            | 16 març 2023        | ?      | ?            | 30,0 34/36         | 25,0 26/28  | –         | –          | –          | 5,5 ?      | 5,0       |       |         |            |       |     |
| KeyData/Público                 | 15 març 2023        | ?      | 71,3         | 26,4 30            | 31,4 35     | 2,2 0     | 15,9 15    | 14,9 15    | 5,1 4      | 5,0       |       |         |            |       |     |
| PP                              | 13 març 2023        | ?      | ?            | ? 29               | ? 35        | ? 0       | ? 14       | ? 16       | ? 5        | ?         |       |         |            |       |     |
| GfK/Compromís                   | 23 feb–7 març 2023  | 1.361  | ?            | 25,0– 26,0         | 31,0– 32,0  | 3,0– 4,0  | 18,0– 20,0 | 12,0– 14,0 | 4,0– 5,0   | 6,0       |       |         |            |       |     |
| Sigma Dos/Todo Alicante         | 20–28 feb 2023      | 1.103  | ?            | 25,6 28/29         | 31,9 34/36  | 3,1 0     | 15,9 14/16 | 16,3 15    | 5,6 5      | 6,3       |       |         |            |       |     |
| Data10/OKDiario                 | 15–17 feb 2023      | 1.500  | 69           | 29,7 33            | 32,6 35     | 2,4 0     | 11,6 11    | 13,7 14    | 6,4 6      | 2,9       |       |         |            |       |     |
| Target Point/El Debate          | 12–15 feb 2023      | 1.000  | ?            | 24,2 26/27         | 30,9 34/35  | 2,3 0     | 17,4 16/18 | 16,5 15/17 | 6,0 5      | 6,7       |       |         |            |       |     |
| PSPV                            | 7 feb 2023          | ?      | ?            | ? 34/37            | ? 34/37     | ? 0       | ? 14/16    | ? 10/12    | ? 0/6      | Empat     |       |         |            |       |     |
| CIS                             | 17 nov–2 des 2022   | 994    | ?            | 31,0 32/45         | 29,2 31/43  | 3,2 0/5   | 11,9 6/12  | 9,5 4/11   | 7,2 2/6    | 1,8       |       |         |            |       |     |
| Sigma Dos/El Mundo              | 13 nov 2022         | ?      | ?            | 26,4 28            | 29,2 31     | 3,1 0     | 15,9 17    | 16,2 17    | 6,2 6      | 2,8       |       |         |            |       |     |
| Data10/OKDiario                 | 2–4 nov 2022        | 1.000  | ?            | 28,5 30            | 32,4 36     | 1,9 0     | 10,8 12    | 15,2 15    | 7,4 6      | 3,9       |       |         |            |       |     |
| SocioMétrica/El Español         | 3–7 oct 2022        | 1.200  | ?            | 26,7 29/30         | 29,9 33/34  | 2,9 0     | 13,9 12/13 | 17,4 17/18 | 6,7 5/6    | 3,2       |       |         |            |       |     |
| Demoscopia y Servicios/ESdiario | 3–5 oct 2022        | 1.800  | 67,3         | 28,8 31            | 31,9 35     | 2,1 0     | 10,3 10    | 15,5 16    | 7,3 7      | 3,1       |       |         |            |       |     |
| GESOP/Prensa Ibérica            | 20 set–1 oct 2022   | 1.510  | ?            | 28,3 31/32         | 30,2 33/35  | 2,9 0     | 15,3 14/16 | 11,9 13    | 6,1 5      | 1,9       |       |         |            |       |     |
| PP                              | 29 set 2022         | ?      | ?            | 27,0 28/29         | 32,0 33/34  | 3,0 0     | 12,0 13/14 | 16,0 17/18 | 6,0 5/6    | 5,0       |       |         |            |       |     |
| SyM Consulting/EPDA             | 24 abr–14 set 2022  | 2.447  | 67,3         | 23,9 25/26         | 29,4 30/32  | 1,3 0     | 17,7 17/18 | 14,7 15/16 | 9,4 9/10   | 5,5       |       |         |            |       |     |
| PSPV                            | 31 juny–15 jul 2022 | 706    | ?            | 31,2 34/36         | 25,9 32/34  | 2,6 0     | 12,8 14/16 | 10,6 10/12 | 3,8 0/5    | 5,3       |       |         |            |       |     |
| ElectoPanel/Electomanía         | 26 juny–5 jul 2022  | 1.243  | ?            | 24,8 27            | 29,4 32     | 2,4 0     | 14,5 14    | 18,6 20    | 7,2 6      | 4,6       |       |         |            |       |     |
| SocioMétrica/El Español         | 22–25 juny 2022     | 900    | ?            | 25,0 27            | 31,9 35     | 2,7 0     | 11,9 10    | 17,9 19    | 7,8 8      | 6,4       |       |         |            |       |     |
| Demoscopia y Servicios/ESdiario | 22–23 juny 2022     | 1.000  | 67,3         | 29,0 31            | 31,9 35     | 2,3 0     | 9,6 9      | 15,8 17    | 7,2 7      | 2,9       |       |         |            |       |     |
| Demoscopia y Servicios/ESdiario | 23–25 maig 2022     | 1.800  | 74,0         | 27,7 31            | 27,5 29     | 3,2 0     | 14,1 14    | 18,7 20    | 5,7 5      | 0,2       |       |         |            |       |     |
| Sigma Dos/Las Provincias        | 9–17 maig 2022      | 1.200  | ?            | 27,2 29/30         | 26,5 27/30  | 5,0 4/5   | 16,5 15/17 | 15,2 16    | 6,4 5      | 0,7       |       |         |            |       |     |
| Sigma Dos/El Mundo              | 14–28 des 2021      | 1.700  | ?            | 28,3 30/32         | 27,6 30/31  | 4,5 0/2   | 14,7 14    | 14,9 15/16 | 7,5 6/7    | 0,7       |       |         |            |       |     |
| ElectoPanel/Electomanía         | 15 des 2021         | ?      | ?            | 25,0 28            | 28,5 32     | 3,0 0     | 16,0 15    | 16,3 17    | 7,5 7      | 3,5       |       |         |            |       |     |
| NC Report/La Razón              | 2–12 nov 2021       | 1.000  | 67,6         | 24,1 26/27         | 29,3 30/31  | 5,2 4     | 15,0 15/16 | 15,9 15/16 | 7,2 7      | 5,2       |       |         |            |       |     |
| GAD3/Cs                         | 15 oct–4 nov 2021   | 2.404  | ?            | 29,2 31/32         | 28,1 30/31  | 5,9 5     | 13,1 12/13 | 14,8 15    | 5,3 4/5    | 1,1       |       |         |            |       |     |
| Electocracia                    | 21–26 oct 2021      | 1.000  | ?            | 25,8 27/28         | 28,6 31/32  | 3,1 0     | 15,9 16/17 | 16,5 18/19 | 6,6 5/6    | 2,8       |       |         |            |       |     |
| PP                              | 3 oct 2021          | ?      | ?            | ? 27/30            | ? 27/30     | ? 0       | ? 14/15    | ? 20/21    | ? 7        | Empat     |       |         |            |       |     |
| Demoscopia y Servicios/ESdiario | 28 set–1 oct 2021   | 1.800  | ?            | 26,7 30            | 27,8 31     | 3,0 0     | 15,7 14    | 18,2 19    | 5,9 5      | 1,1       |       |         |            |       |     |
| SyM Consulting/EPDA             | 28–30 set 2021      | 1.565  | 70,4         | 24,5 26/28         | 29,5 30/33  | 2,0 0     | 17,1 17    | 15,9 17    | 6,5 7/8    | 5,0       |       |         |            |       |     |
| Invest Group/Prensa Ibérica     | 20–29 set 2021      | 750    | ?            | 31,3 36            | 21,6 24     | 3,4 0     | 15,4 16    | 12,8 13    | 9,2 10     | 9,7       |       |         |            |       |     |
| Terreta Radio                   | 14 set 2021         | ?      | ?            | ? 28               | ? 28        | ? 2       | ? 15       | ? 22       | ? 4        | Empat     |       |         |            |       |     |
| ElectoPanel/Electomanía         | 31 jul 2021         | ?      | ?            | 27,1 30            | 26,9 30     | 3,3 0     | 15,9 16    | 15,9 16    | 7,8 7      | 0,9       |       |         |            |       |     |
| SyM Consulting/EPDA             | 14–18 jul 2021      | 1.066  | 71,3         | 24,4 26/27         | 26,3 28/29  | 5,2 3     | 17,0 17    | 15,7 15/18 | 8,0 7/8    | 1,9       |       |         |            |       |     |
| Demoscopia y Servicios/ESdiario | 21–30 juny 2021     | 1.800  | ?            | 26,6 29            | 27,0 30     | 3,4 0     | 16,1 16    | 17,6 19    | 6,1 5      | 0,4       |       |         |            |       |     |
| ElectoPanel/Electomanía         | 30 abr 2021         | 850    | ?            | 28,1 32            | 25,6 30     | 4,5 0     | 16,6 16    | 13,5 13    | 8,1 8      | 2,5       |       |         |            |       |     |
| Sigma Dos/Las Provincias        | 12–17 abr 2021      | 1.200  | ?            | 29,7 31/33         | 24,9 27     | 6,0 5     | 16,4 15/17 | 13,6 13/14 | 6,3 5/6    | 4,8       |       |         |            |       |     |
| Metroscopia/PP                  | 8–13 abr 2021       | 1.500  | ?            | 28,0 29/31         | 28,2 30/31  | 2,3 0     | 13,3 12/14 | 17,8 18/19 | 7,5 7/8    | 0,2       |       |         |            |       |     |
| Demoscopia y Servicios/ESdiario | 1–5 març 2021       | 1.800  | ?            | 28,4 31            | 22,2 23     | 7,0 6     | 15,5 15    | 17,6 19    | 6,9 5      | 6,2       |       |         |            |       |     |
| GAD3/Cs                         | 14–20 oct 2020      | 1.002  | ?            | 31,3 33/34         | 24,2 25/27  | 11,8 12   | 11,2 10    | 12,0 12/13 | 6,1 5      | 7,1       |       |         |            |       |     |
| Demoscopia y Servicios/ESdiario | 1–7 oct 2020        | 1.800  | ?            | 27,4 29            | 24,7 26     | 7,9 8     | 17,3 17    | 13,4 14    | 7,0 5      | 2,7       |       |         |            |       |     |
| Invest Group/Prensa Ibérica     | 28 set–5 oct 2020   | 750    | ?            | 32,7 36            | 19,6 21     | 7,5 7     | 14,8 15    | 11,1 11    | 9,9 9      | 13,1      |       |         |            |       |     |
| SyM Consulting/EPDA             | 24–27 set 2020      | 1.706  | 73,2         | 23,6 25/26         | 18,4 19/20  | 9,5 7/8   | 16,8 17/18 | 16,8 18    | 11,8 10/12 | 5,2       |       |         |            |       |     |
| ElectoPanel/Electomanía         | 31 jul 2020         | 850    | ?            | 25,8 27            | 23,9 26     | 9,0 9     | 16,6 16    | 12,8 13    | 7,8 8      | 1,9       |       |         |            |       |     |
| Demoscopia y Servicios/ESdiario | 17–20 juny 2020     | 1.000  | 65,7         | 27,3 28            | 25,6 27     | 6,8 8     | 16,7 15    | 12,8 13    | 8,3 8      | 1,7       |       |         |            |       |     |
| SyM Consulting                  | 19–21 maig 2020     | 1.695  | 72,6         | 24,6 25/26         | 23,4 25/26  | 12,0 11   | 15,1 14/15 | 13,9 14/16 | 7,4 7/8    | 1,2       |       |         |            |       |     |
| ElectoPanel/Electomanía         | 1 abr–15 maig 2020  | ?      | ?            | 26,2 27            | 23,6 25     | 8,8 9     | 16,3 16    | 12,6 13    | 8,4 9      | 2,6       |       |         |            |       |     |
| Eleccions Generals de 2019 (II) | 10 nov 2019         | N/D    | 69,8         | 27,6 (31)          | 23,0 (24)   | 7,7 (7)   | 7,0 (5)    | 18,5 (19)  | 13,4 (13)  | 4,6       |       |         |            |       |     |
| Invest Group/Prensa Ibérica     | 23 set–1 oct 2019   | 900    | ?            | 32,6 35            | 21,8 22     | 10,0 10   | 16,5 18    | 8,7 8      | 7,4 6      | 10,8      |       |         |            |       |     |
| Eleccions Europees de 2019      | 26 maig 2019        | N/D    | 62,5         | 33,0 (36)          | 22,6 (25)   | 14,3 (15) | 8,4 (7)    | 7,2 (7)    | 9,7 (9)    | 10,4      |       |         |            |       |     |
|                                 |                     |        |              |                    |             |           |            |            |            |           |       |         |            |       |     |
| Eleccions a les Corts de 2019   | 28 abr 2019         | N/D    | 73,7         | 24,2 27            | 19,1 19     | 17,7 18   | 16,7 17    | 10,6 10    | 8,1 8      | 5,1       |       |         |            |       |     |
|                                 |                     |        |              |                    |             |           |            |            |            |           |       |         |            |       |     |

## Conseqüències
El Partit Popular (PP) va tornar a guanyar les eleccions a les Corts Valencianes després de la victòria socialista del 2019. No obstant això, no va obtindre majoria absoluta i, atesa la impossibilitat que el govern del Botànic es reeditara, el candidat popular, Carlos Mazón, va haver de negociar un pacte de govern amb Vox, que es va tancar ràpidament. Carlos Mazón va ser investit president de la Generalitat Valenciana el 13 de juliol de 2023. El nomenament dels nous consellers i conselleres es va publicar al DOGV el 19 de juliol, i el mateix dia es va celebrar l'acte de presa de possessió al Palau de la Generalitat.